# Миннеота (город, Миннесота)
Миннеота (англ. Minneota) — город в округе Лайон, штат Миннесота, США. На площади 3,8 км² (3,8 км² — суша, водоёмов нет), согласно переписи 2002 года, проживают 1449 человек. Плотность населения составляет 385,9 чел./км².
- Телефонный код города — 507
- Почтовый индекс — 56264
- FIPS-код города — 27-43126[1]
- GNIS-идентификатор — 0647933[2]